# Gaurav Gill
Gaurav Gill (1981. december 2. –) indiai autóversenyző, a 2007-es indiai ralibajnokság, valamint a 2013-as ázsia–óceániai ralibajnokság győztese.

## Pályafutása
Pályafutása elején még formula-autós bajnokságokban indult. 2003-ban második, 2004-ben pedig első lett a Formula Maruti sorozatban. 2006-ban második lett hazája rali-bajnokságán. 2007-ben benevezett az ázsia–óceániai ralibajnokságba, ahol két versenyen ért célba pontszerzőként és a bajnokság nyolcadik helyén zárt, emellett megnyerte az indiai ralibajnokságot.
A 2008-as ázsia–óceániai szezon indonéz versenyén elért győzelmével az első indiai győztes lett a bajnokság történelmében.
A 2009-es évben az ázsia–óceániai ralibajnokság mellett a rali-világbajnokság N csoportos sorozatában is érdekelt. Előbbiben négy verseny után az ötödik helyen áll, még utóbbin, két gyűjtött pontjával a bajnoki értékelés tizenkilencedik helyét foglalja el.

## Eredményei

### Teljes APRC eredménylistája
| Szezon | Csapat         | Autó                      | 1      | 2      | 3      | 4      | 5      | 6      | 7      | Helyezés | Pontok |
| ------ | -------------- | ------------------------- | ------ | ------ | ------ | ------ | ------ | ------ | ------ | -------- | ------ |
| 2007   | Team MRF       | Mitsubishi Lancer Evo IX  | NCL Ki | NZL    | AUS    | JPN    |        |        |        | 8.       | 9      |
| 2007   | Team MRF       | Mitsubishi Lancer Evo VII |        |        |        |        | MYS 5  | IDN 4  | CHN Ki | 8.       | 9      |
| 2008   | Team MRF       | Mitsubishi Lancer Evo IX  | NCL    | AUS    | NZL    | JPN    | IDN 1  | MYS Ki | CHN    | 8.       | 17     |
| 2009   | Team MRF       | Mitsubishi Lancer Evo X   | NCL    | AUS 4  | NZL    | JPN Ki |        | IDN Ki | CHN Ki | 4.       | 12     |
| 2009   | Team MRF       | Mitsubishi Lancer Evo IX  |        |        |        |        | MYS Ki |        |        | 4.       | 12     |
| 2010   | Team MRF       | Mitsubishi Lancer Evo X   | MAL 2  | JPN 4  | NZL 7  | AUS 1  | NCL Ni | IDN T  | CHN Ki | 2.       | 97     |
| 2011   | Team MRF       | Mitsubishi Lancer Evo IX  | MAL 2  | AUS 2  | NCL Ki | NZL Ki | JPN Ki | CHN Ki |        | 4.       | 63     |
| 2012   | Team MRF Škoda | Škoda Fabia S2000         | NZL 3  | NCL 1  | AUS Ki | MYS Ki | JPN Ki | CHN Ki |        | 4.       | 82     |
| 2013   | Team MRF Škoda | Škoda Fabia S2000         | NZL 2  | NCL 1  | AUS Ki | MYS Ki | JPN 1  | CHN 2  |        | 1.       | 145.5  |
| 2014   | Team MRF Škoda | Škoda Fabia S2000         | NZL 1  | IND T  | NCL 2  | AUS Ki | MYS 1  | JPN Ki | CHN Ki | 3.       | 104    |
| 2015   | Team MRF Škoda | Škoda Fabia S2000         | NZK 2  | NCL 1  | AUS Ki | MYS 2  | JPN 2  | CHN Ki | IND T  | 3.       | 74     |
| 2016   | Team MRF Škoda | Škoda Fabia S2000         | AUS1 1 | AUS2 1 | CHN 1  | JPN 1  | MYS 1  | IND 1  |        | 1.       | 104    |
| 2017   | Team MRF Škoda | Škoda Fabia S2000         | AUS1 1 | AUS2 1 | MYS 2  | JPN 2  | IND 1  |        |        | 1.       | 174    |

## Külső hivatkozások
1. ↑  Gaurav Gill. https://www.ewrc-results.com

- Gaurav Gill hivatalos honlapja
- Profilja az aprc.tv honlapon
- Profilja az ewrc.cz honlapon